# 村瀨茂高
村瀨 茂高（むらせ しげたか、1963年 - ）は、日本の実業家。旅行会社や高速バス、鉄道運営など傘下に持つ「WILLER」の代表取締役社長

## 略歴
愛知県名古屋市生まれ。1986年（昭和61年）スキーツアーの旅行会社「ラッツインターナショナル」入社。30歳の時に独立し1994年（平成6年）西日本ツアーズを大阪市に設立（のちのWILLER TRAVEL。現WILLER）。
2005年「楽天バスサービス」社長に就任。2006年1月、WILLERバスを大阪市に設立。4月からWILLER TRAVELとして高速ツアーバス『WILLER EXPRESS』事業を始める。その後、旅行代理店のWILLER TRAVEL、京都府の京都丹後鉄道を運営するWILLER TRAINSなどを設立。WILLERグループを連結売上高203億円、社員数847人（2018年）に成長させている。
2018年にシンガポールに現地法人を設立。2019年（令和元年）8月に導入したMaaSアプリは交通手段の検索や予約、QR対応システムで、非予約の鉄道や路線バスの決済を可能。このアプリを台湾やASEANで展開することで、多方面からアジアでWILLERの事業を進めている。

## 人物
愛知学院大学の学生時代に 旅行サークルに所属。全国の若者が集まり、交流できるような場を作り、スキーやダイビングなどスポーツツアーを手がけていた。高度経済成長期からのスキーブーム時代が続いていた上に、昭和末期のバブル時代（バブル景気の時代）が始まりつつあったこともあり、冬一季で学生ら約3000人をスキー場に集客。東急鯱バス（現・鯱バス）に催行してもらっていた。
旅行代理店の知人から「君たちは面白いことをやっているから会社を作ったら」と提案された こともあり、旅行業界に就職したが、学生らに人気の低価格ツアーは宿泊先も旅行代理店も低収益の上に、利用客の満足度も低いことを痛感。また、勤務先との方向性の違いを感じて、30歳のときに起業を決意。「適正利益を得られ、顧客満足度も高く、社会貢献できる旅行商品とは何かを熟考し」て退社。高速ツアーバス事業を起業した。
なお、祖業であるバス事業については、楽天で旅行事業を担当していた平山幸司を2008年、村瀨の右腕としてヘッドハンティング。平山は入社後1年間で高速ツアーバスの全国路線網をつくり上げ、2012年にWILLER EXPRESS JAPAN（現WILLER EXPRESSを設立し、2016年に社長に就任した。
なお偶然にも、村瀨が1994年に西日本ツアーズを起業し、主力の大阪発東京ディズニーランドツアーを販売していた時、平山は近畿日本ツーリストの社員で1998年（平成10年）から、同じ東京ディズニー行きツアーの企画を担当していた。
この縁について平山は後日、「いつも（自分の企画したツアー商品を）マネして安売りをする迷惑な会社だなと、当時は思っていました（笑い）」と当時の競争について、懐かしく振り返っている。

## テレビ出演
- 日経スペシャル カンブリア宮殿 「安い・快適・安全」 三拍子揃った旅を! バス業界に新風を吹き込む風雲児の挑戦（2018年3月29日、テレビ東京）[8]